# Eugen Sidorenco
Eugen Sidorenco (Chișinău, 19 marzo 1989) è un calciatore moldavo, centrocampista svincolato.

## Carriera
Ha iniziato la sua carriera nelle giovanili dello Zimbru Chișinău, debuttando con la seconda squadra nel 2007. Nello stesso anno è passato alla prima squadra dello Zimbru Chișinău, dove è rimasto fino al 2012 collezionando oltre 90 presenze.
Nel 2012 si trasferisce in Israele, al Nazareth Illit, per poi approdare al Tom' Tomsk in Russia nel 2013. Dopo una breve esperienza con il Chimik Dzeržinsk, torna più volte al Nazareth Illit fino al 2016.
Successivamente gioca con Milsami Orhei in Moldavia, dove resta per due stagioni. Seguono esperienze con ACS Poli Timișoara in Romania, Vllaznia in Albania e Al-Suwaiq in Oman.
Dal 2021 torna ripetutamente allo Zimbru Chișinău alternandosi con brevi parentesi in altri club come Asteras Vlachioti, FCM Ungheni, Castelfidardo Calcio e Spartanii Sportul.
Nel corso della carriera ha vestito per più di cento volte la maglia dello Zimbru Chișinău, risultando uno dei giocatori simbolo del club.

## Nazionale
Sidorenco ha fatto parte della Nazionale moldava dal 2010 al 2019, totalizzando 35 presenze e 7 reti.